# Presbytère de Bovigny
Le presbytère de Bovigny est un immeuble classé situé dans le village de Bovigny faisant partie de la commune de Gouvy en Belgique (province de Luxembourg). 

## Localisation
L'immeuble se situe au centre de la localité ardennaise de Bovigny, aux nos 55/57, entre l'église Saint-Martin et son cimetière, biens aussi classés, et le bâtiment de l'administration communale de la commune de Gouvy.

## Historique
Le presbytère est daté de 1766, millésime gravé sur la clé de voûte du linteau de la porte d'entrée.

## Description
L'immeuble est composé de deux constructions attenantes : le presbytère proprement dit situé à gauche (côté cimetière et église) et des bâtiments agricoles à droite. 
Le presbytère est réalisé en moellons blanchis de grès ardennais sous une toiture d'ardoises. La façade compte trois travées en double corps et deux niveaux (un étage). Les baies sont encadrées de montants harpés et de linteaux bombés à clé passante. En plus des baies classiques, le bâtiment possède trois oculi originaux par le fait que chaque oculus provient de deux cercles juxtaposés mais ceux-ci s'entrecroisent exceptionnellement par l'accolement de deux arcs outrepassés. Deux de ces oculi se trouvent sur le dernier niveau du pignon nord-est et un au rez-de-chaussée de la façade arrière. Sur le pignon nord-est, un imposant crucifix est adossé à la partie centrale. Les inscriptions en gothique MORT-JUGEMENT-PARADIS-ENFER forment un cercle derrière la croix et deux animaux à tête de serpent encadrent le crucifix.

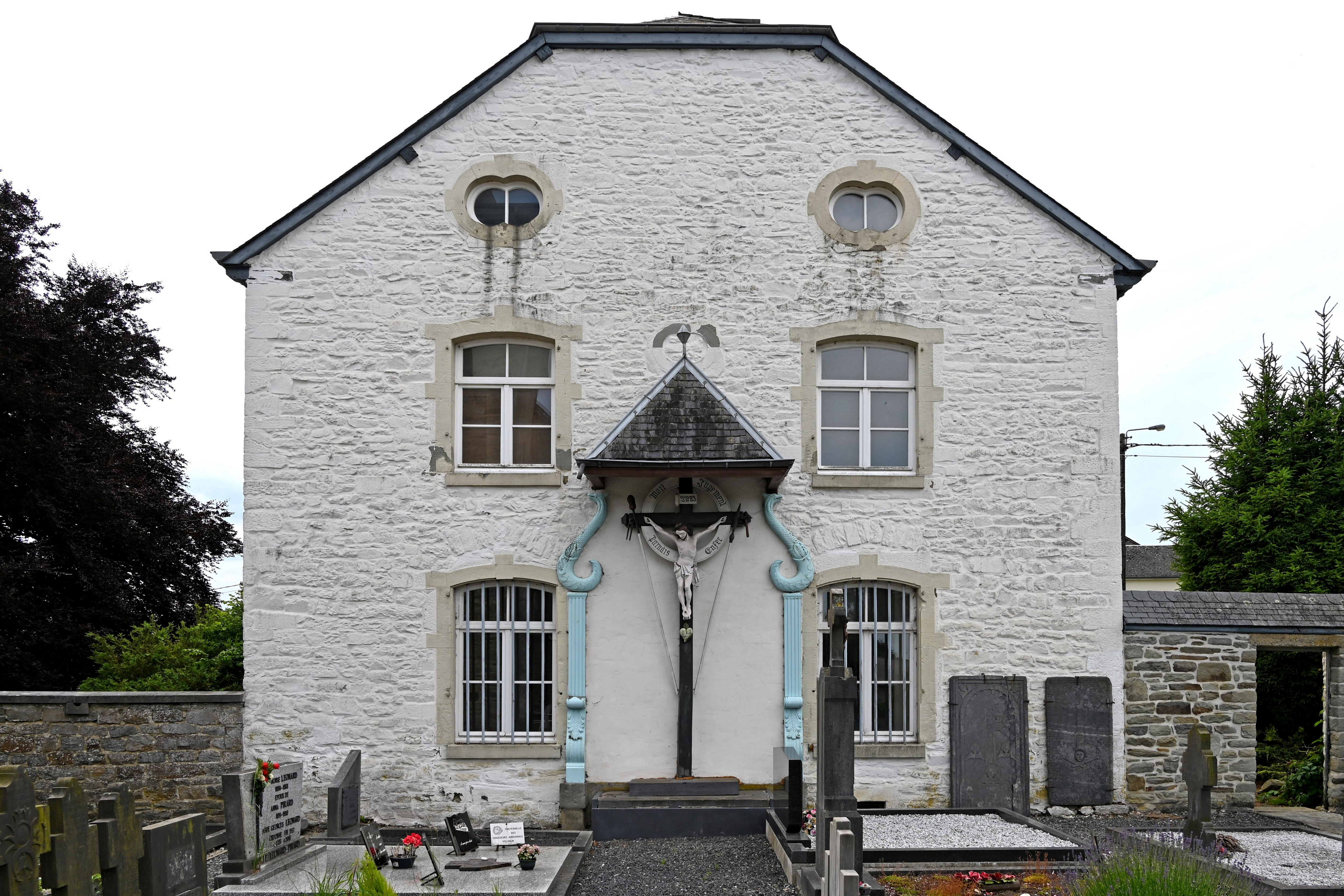
Pignon nord-est du presbytère

Les dépendances agricoles hautes d'un niveau et demi comprenaient de gauche à droite une étable, une grange avec porte charretière cintrée et une bergerie. Ces trois cellules agricoles traditionnelles plus basses possèdent des toitures de cherbins, de grosses ardoises locales.
Les bâtiments sont protégés par un haut mur en moellons de grès qui est percé par trois entrées, deux entrées piétonnes, l'une donnant sur le cimetière et l'autre sur la rue, et un portail cintré en face des dépendances agricoles. Une haute chapelle ouverte avec statue est aussi imbriquée dans ce mur.

## Classement et protection
Le presbytère de la paroisse Saint-Martin, à Gouvy est repris depuis le 14 décembre 1981 sur la liste du patrimoine immobilier classé de Gouvy.

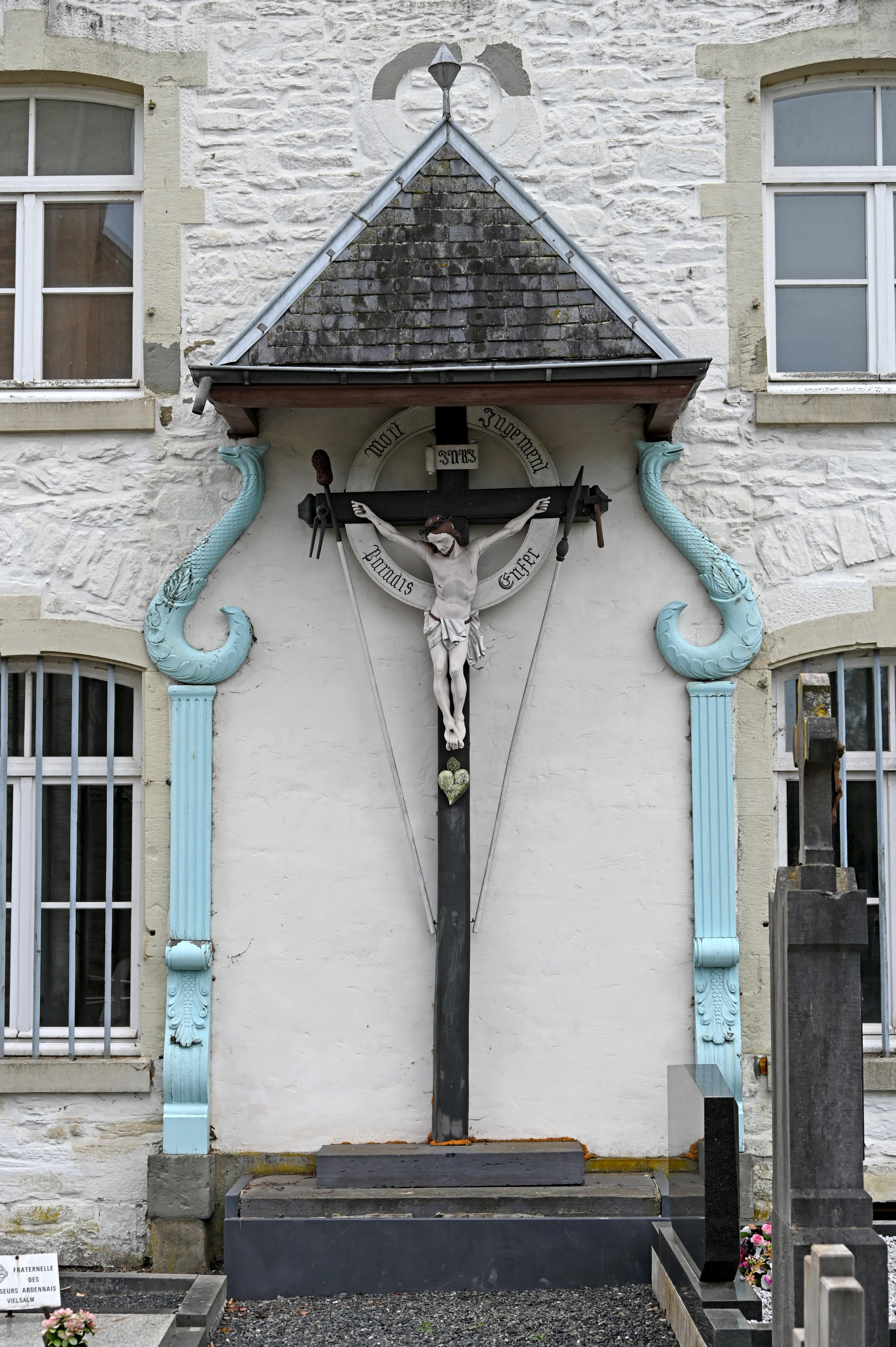
Crucifix sur le presbytère